# Severin Pernek
Severin Pernek (* 9. November 1924 in Travnik; † 2. Mai 1997 in Dubrovnik) war Priester und Bischof von Dubrovnik.

## Leben
Der Sohn von Franciszek Pernek, slowenischer Abstammung und der Anne Auguste von Scheerberg, eine Schweizerin, besuchte die Volksschule seines Heimatorts und anschließend das Gymnasium. 1943 trat er in das Priesterseminar in Banja Luka ein. Hier studierte auch sein Bruder Franz, der bei einem Überfall von Partisanen getötet wurde. Er studierte in Sarajevo und Zagreb, bis die Seminare geschlossen wurden. Er ging mit einer Gruppe von Flüchtlingen zu Fuß nach Sarajevo zurück; in den letzten Kriegstagen wurde auch sein Vater getötet. Am 29. Juni 1948 wurde er in Zagreb zum Priester geweiht. Als Priester des Bistums Banja Luka wurde er in die Erzdiözese Zagreb inkardiniert. Nach Jahren in der Gemeindepastoral ging er zum Studium des Kirchenrechts an die Päpstliche Lateranuniversität nach Rom, wo er 1960 promovierte. Nach seiner Rückkehr aus Rom wurde er Generalvikar.
Papst Paul VI. ernannte ihn am 10. April 1967 zum Bischof von Dubrovnik. 
Konsekriert wurde er am 18. Juni 1967 in der Kathedrale von Zagreb durch Erzbischof Mario Cagna, dem Apostolischen Delegaten von Jugoslawien. Mitkonsekratoren waren Frane Franić, Bischof von Split-Makarska, und Alfred Pichler, Bischof von Banja Luka. Sein bischöflicher Wahlspruch lautete "Veriteti in caritate" (Der Wahrheit in Liebe dienen).
Bei einer Wallfahrt nach Lourdes 1981 erlitt er einen schweren Autounfall, von dem er sich nie erholte. Am 12. November 1988 stellte ihm Papst Johannes Paul II. den Bischof von Mostar, Pavao Žanić als Administrator zur Seite. Am 7. Dezember 1989 trat Serverin Pernek als Bischof von Dubrovnik zurück. 
Er starb im dreiundsiebzigsten Lebensjahr und wurde in der Bischofsgruft der Kathedrale von Dubrovnik beigesetzt.